# Basich
Basich war ein hunnischer Häuptling, der im 5. Jahrhundert n. Chr. lebte. Nach den Angaben des Geschichtsschreibers Priskos (Fragment 8) unternahm er einen Angriff gegen das persische Sassanidenreich, der jedoch fehlschlug. Später trat er in römische Dienste.